# Sant’Anastasio (Piazza al Serchio)
Sant’Anastasio ist eine Fraktion (italienisch frazione) der italienischen Gemeinde Piazza al Serchio in der Provinz Lucca in der Toskana.

## Geografie
Der Ort liegt etwa 2 km nordwestlich des Hauptortes Piazza al Serchio, etwa 42 km nordwestlich der Provinzhauptstadt Lucca und etwa 85 km nordwestlich der Regionalhauptstadt Florenz. Der Ort liegt in der Landschaft der Garfagnana bei 688 m s.l.m. und hatte 2001 147 Einwohner. 2011 waren es 122 Einwohner. Der Ort liegt rechtsseitig des Serchio di Soraggio, einem Nebenarm des Flusses Serchio. Nächstgelegener Ort neben Piazza al Serchio ist Giuncugnano, etwa 3 km nordwestlich gelegen.

## Geschichte
Der Ort besteht aus den drei Wohnplätzen Sant’Anastasio, Petrognola und Colognola (783 erwähnt). Erstmals dokumentiert wurde Sant’Anastasio im Statuto lucchese von 1308, hier wird der Ort als dem Vicaria di Camporgiano zugehörig erwähnt. Nach dem Fall von Paolo Guinigi als Machthaber in Lucca unterwarf sich der Ort ab dem 14. Juni 1430 der Republik Florenz. Nach dem Friedensabkommen zwischen Florenz und Lucca 1441 kehrte der Ort in den Machtbereich von Lucca zurück.

## Sehenswürdigkeiten

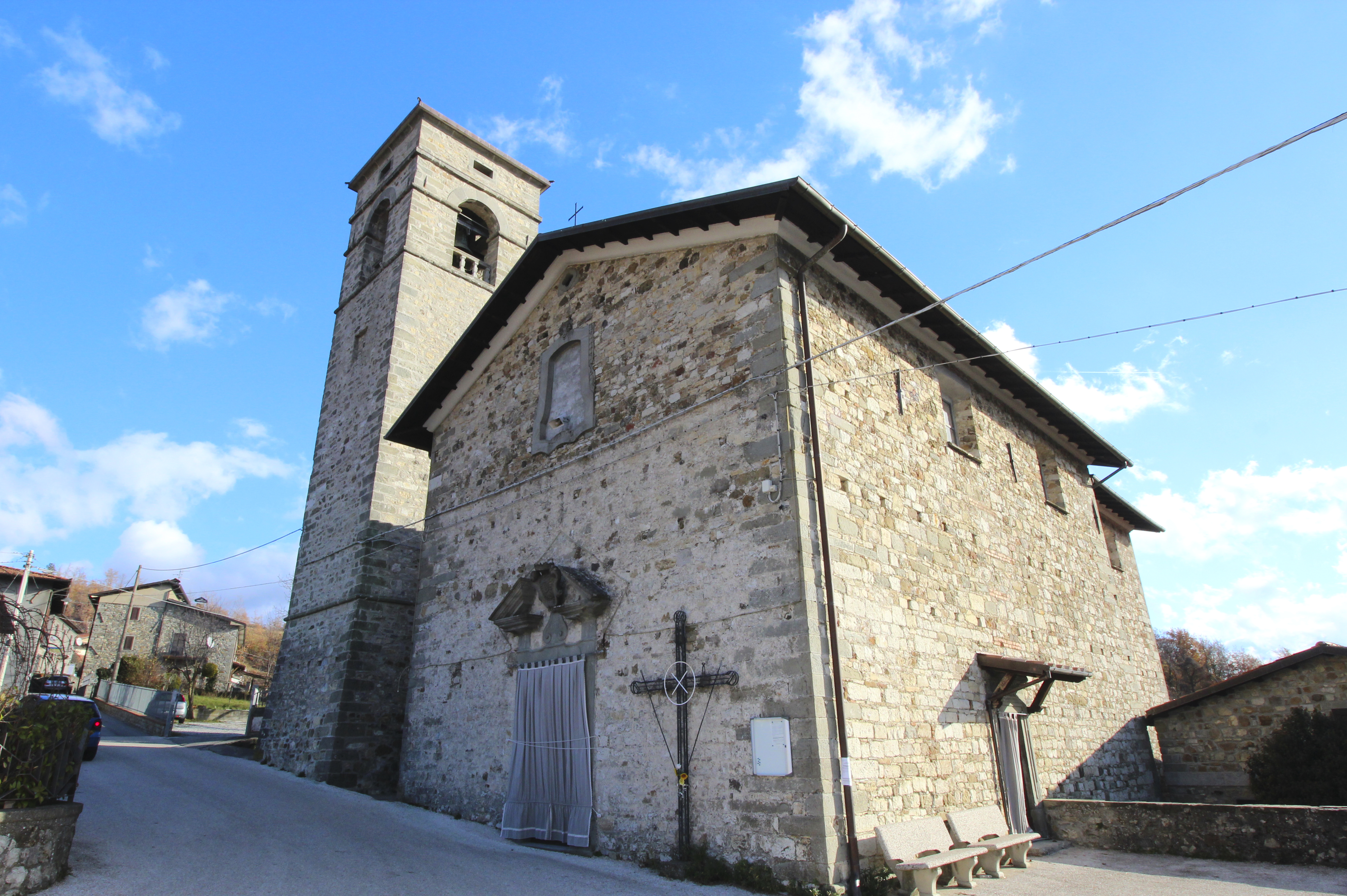
Die Kirche Santi Anastasio e Vincenzo

- Santi Anastasio e Vincenzo, Kirche im Erzbistum Lucca, die 1791 entstand und die ältere, bei einem Erdrutsch zerstörte Kirche, ersetzte.[6][7] Große Schäden entstanden bei dem Erdbeben von 1920, und bis 1922 wurde die Kirche restauriert.[6] Die Orgel stammt von den Brüdern Antonio und Filippo Tronci aus Pistoia und entstand 1756 für die Einsiedelei von Calomini bei Vergemoli und ist seit 1803 an ihrem heutigen Platz.[7] In der Kirch befindet sich der Flügelaltar/Triptychon Madonna con Bambino in trono, Sant’Anastasio e San Vincenzo, Sant’Antonio Abate e San Giovanni Evangelista, Annunciazione, Cristo in pietà von Bernardino del Castelletto (di Massa) aus dem späten 15. Jahrhundert.[8]
- San Rocco, erstmals 1584 erwähntes Gebetshaus am südlichen Ortsrand.[9]